# Yusaku Ueno
Pour les articles homonymes, voir Ueno (homonymie).
Yusaku Ueno (上野 優作, Ueno Yusaku) est un footballeur japonais né le 1er novembre 1973.